# 1990 في جورجيا
فيما يلي قوائم الأحداث التي وقعت خلال عام 1990 في جورجيا.

## سياسة

### تعيين في المنصب
- 14 نوفمبر – زفياد جامساخورديا Chairperson of the Parliament of Georgia [الإنجليزية]‏.

## مواليد

### يناير
- 21 يناير – جورج فين ممثل أمريكي.

### فبراير
- 3 فبراير – آنا تاتيشفيلي لاعبة كرة مضرب جورجية.

### مارس
- 24 مارس – ليفان متشيدليدزه لاعب كرة قدم جورجي.
- 31 مارس – غيورغي ماكاريدزه لاعب كرة قدم جورجي.

### أبريل
- 27 أبريل – جيورجي شارابيدز

### سبتمبر
- 5 سبتمبر – أوكسانا كالاشنيكوفا لاعبة كرة مضرب جورجية.

### أكتوبر
- 18 أكتوبر – ليفان كينيا لاعب كرة قدم جورجي.

## وفيات

### يوليو
- 20 يوليو – سيرجي باراجانوف (مواليد 1924)